# Галашилс
Галаши́лс (англ. Galashiels, шотл. Galashiels) — місто на півдні Шотландії, в області Шотландські кордони.
Населення міста становить 14 090 осіб (2006).